# Roc éclair
Albums de Jean-Louis Aubert
Premières Prises
(2009) Live = Vivant
(2012)
Singles
1. Demain sera parfait
Sortie : 11 octobre 2010
2. Puisse-tu
Sortie : février 2011
3. Maintenant je reviens
Sortie : août 2011
4. Marcelle
Sortie : 5 décembre 2011
5. Les Lépidoptères
Sortie : 2012

Roc'éclair est le septième album studio de Jean-Louis Aubert enregistré en solo, paru le 29 novembre 2010.

## Présentation
Depuis 2007, Jean-Louis Aubert rejoue ses morceaux tout seul en acoustique avec sa guitare. Le nom Roc'éclair vient du nom d'une célèbre entreprise de pompes funèbres car depuis 2004, Jean-Louis accompagne ses amis pour un dernier voyage (comme son ami Olive en 2006 et l'ancien bassiste de Semolina et des premiers albums solo Daniel Roux en 2009) et son père à l'hôpital (décédé en 2010). Alors l'ancien guitariste de Téléphone a décidé de leur rendre hommage en écrivant et composant ses morceaux en 6 mois autour du thème de la mort, comme, disait-il, dans Maintenant je reviens, "Je n'en reviens pas/d'être toujours là", ou encore "C'est con, on a eu juste le temps de s'aimer" dans C'est con mais bon, ou encore "Salut à toi l'amour/qui m'as été donné" dans Roc'éclair. Le morceau Les lépidoptères est une leçon animalière, alors que Demain sera parfait et Puisses-tu redonnent la joie de vivre après la mort d'un être cher. L'album est accompagné du E.P. intitulé Hiver.

## Liste des pistes
| Roc éclair | Roc éclair                | Roc éclair                                                                                          | Roc éclair | Roc éclair | Roc éclair | Roc éclair | Roc éclair | Roc éclair | Roc éclair |
| No         | Titre                     | Avec                                                                                                | Durée      |            |            |            |            |            |            |
| ---------- | ------------------------- | --------------------------------------------------------------------------------------------------- | ---------- | ---------- | ---------- | ---------- | ---------- | ---------- | ---------- |
| 1.         | Maintenant je reviens     | Seul                                                                                                | 3:29       |            |            |            |            |            |            |
| 2.         | C'est con mais bon        | A. de la Simone (guitare, würlitzer), D. Benarrosh, J. Chirol, M. Feugères, F. Couderc              | 3:24       |            |            |            |            |            |            |
| 3.         | Demain sera parfait       | A. de la Simone, D. Benarrosh, N. Marsol, J. Chirol, M. Feugères, F. Couderc                        | 2:54       |            |            |            |            |            |            |
| 4.         | Puisses-tu                | Boombass, B. Schmitt, J. Chirol (direction cordes), S. Chortard (guitare)                           | 3:46       |            |            |            |            |            |            |
| 5.         | Chasseur de nuages        | A. de la Simone, B. Schmitt                                                                         | 2:58       |            |            |            |            |            |            |
| 6.         | Les Lépidoptères          | A. de la Simone, Boombass, B. Schmitt                                                               | 3:10       |            |            |            |            |            |            |
| 7.         | Demain, là-bas, peut-être | A. de la Simone (direction quatuor, würlitzer)                                                      | 3:18       |            |            |            |            |            |            |
| 8.         | Regarde-moi               | B. Sissoko, D. Benarrosh, V. Segal, J. Chirol                                                       | 4:21       |            |            |            |            |            |            |
| 9.         | Le Matin des magiciens    | B. Sissoko, V. Segal, P. Entressangle                                                               | 2:38       |            |            |            |            |            |            |
| 10.        | Marcelle                  | A. de la Simone, L. Boudier, J. Chirol (cuivre et bois, trombone), F. Couderc (flûtes), M. Feugères | 4:08       |            |            |            |            |            |            |
| 11.        | Aimer ce qui s'enfuit     | J. Chirol (direction cordes, trombone)                                                              | 3:04       |            |            |            |            |            |            |
| 12.        | Roc'éclair                | Seul                                                                                                | 4:52       |            |            |            |            |            |            |
| 42:02      |                           | |            |            |            |            |            |            |            |

## Participation
- Jean-Louis Aubert : guitares, piano, basse, batterie, etc.
- Albin de la Simone : claviers sur "C'est con mais bon" (+ guitare, würlitzer), "Demain sera parfait", "Chasseur de nuages", "Les lépidoptères, "Demain là-bas peut-être" (direction du quatuor et würlitzer) et "Marcelle"
- Bénédicte Schmitt : programmation sur "Puisses-tu" (avec Bombass), "Les lépidoptères" (avec Bombass) et "A quoi bon (Dadead)", percussion sur "Chasseur de nuages"
- Julien Chirol : cuivres (2,3,8,10), direction cordes (4,11), trombone sur Marcelle
- Ballaké Sissoko : kora sur Regarde moi, Le matin des magiciens et Hiver
- Michel Feugères : trompette
- Frédéric Couderc : saxophone sur C'est con mais bon et Demain sera parfait, flûte sur Marcelle
- Nicolas Marsol : basse sur Demain sera parfait
- Batterie : Denis Benarrosh sur C'est con mais bon, Demain sera parfait et Regarde-moi ; Philippe Entressangle sur Le matin des magiciens.

## Hiver
Hiver est l'EP complémentaire à Roc'éclair. C'est un album-concept basé sur le thème de la solitude et de la mort, d'où le nom Hiver : saison morte.
| No | Titre                        | Durée |
| -- | ---------------------------- | ----- |
| 1. | À quoi bon (Dadead)          | 3:45  |
| 2. | Petite âme seule             | 4:00  |
| 3. | Jusqu'à ce que le vent tombe | 3:35  |
| 4. | Loin l'un de l'autre         | 6:30  |
| 5. | Appelle-moi                  | 3:29  |
| 6. | Le matin des magiciens II    | 3:59  |
| 7. | Hiver                        | 4:45  |
| 8. | Puisses-tu (version longue)  | 5:06  |